# 云霄威惠庙
云霄威惠庙，原称陈将军庙，位于中国福建省漳州市云霄县云陵镇享堂村，奉祀开漳圣王陈元光，唐嗣圣元年（684年）始建，明成化年间重建。占地面积1500平方米。由照壁、大埕、门厅、天井、两廊、大殿等组成。大殿单檐歇山顶，面阔五间，进深四间，明间为抬梁式木构架，雕梁画栋。庙内樟木雕陈元光像，为明代原物。2005年5月11日公布为第六批福建省文物保护单位。